# Хинцинский, Евгений Михайлович
Евгений Михайлович Хинцинский (ум. 1920) — русский офицер артиллерии, военный лётчик. Герой Первой мировой войны. Участник Гражданской войны.

## Биография
В 1911 году окончил Алексеевское военное училище. С 1914 года участник Первой мировой войны, поручик 80-й артиллерийской бригады.Окончил Киевскую Военную школу лётчиков-наблюдателей. С 1915 года капитан, летчик-наблюдатель 26-го корпусного авиационного отряда. 30 декабря 1915 года за храбрость был награждён Орденом Святого Георгия 4 степени:
За храбрость оказанную в делах против немецкой неприятельской армии.
С 1918 года участник Гражданской войны в составе 2-й лёгкой гаубичной батареи Добровольческой армии. С 11 ноября 1918 года в авиационном отряде армии. С 1919 года летчик-наблюдатель 3-го Донского самолетного отряда, с 1920 года назначен командиром артиллерийского дивизиона Донской армии. 21 июля 1920 года произведён в подполковники. Убит в 1920 году под Токмаком.